# Dario Ballantini
Dario Ballantini (Livorno, 13 ottobre 1964) è un imitatore, attore e pittore italiano.

## Biografia

### Comico e imitatore
È noto al grande pubblico per la collaborazione con il programma televisivo Striscia la notizia. Il suo debutto in televisione è avvenuto nel programma Ciao gente! di Corrado nel 1983. Inviato come imitatore a feste, incontri e occasioni mondane, veste i panni di alcuni personaggi noti: Donald Trump, Valentino, Gianni Morandi, Valentino Rossi, Vasco Rossi, Papa Francesco, Anna Maria Cancellieri, Luca Cordero di Montezemolo, Roberto Maroni, Michela Vittoria Brambilla, Nanni Moretti, Gino Paoli, Ignazio La Russa, Tony Renis, Matteo Renzi, Angelino Alfano, Margherita Hack, Giulia Bongiorno, Guido Bertolaso, Antonio Fazio, Susanna Camusso, Enrico Letta, Matteo Salvini, Giuseppe Conte, Roberto Speranza, Roberto Vannacci ed altri personaggi.

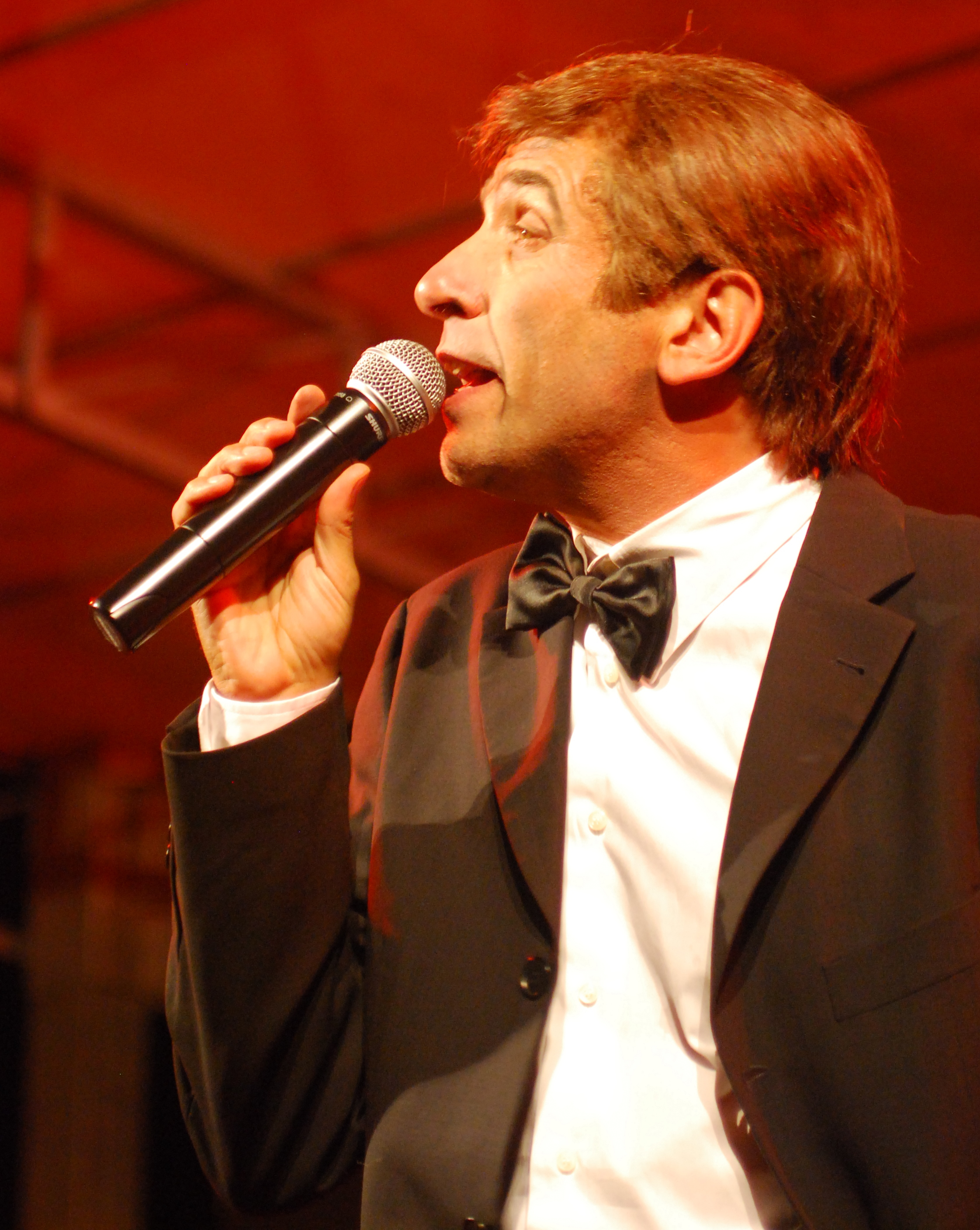
Dario Ballantini nei panni di Gianni Morandi

### Pittore

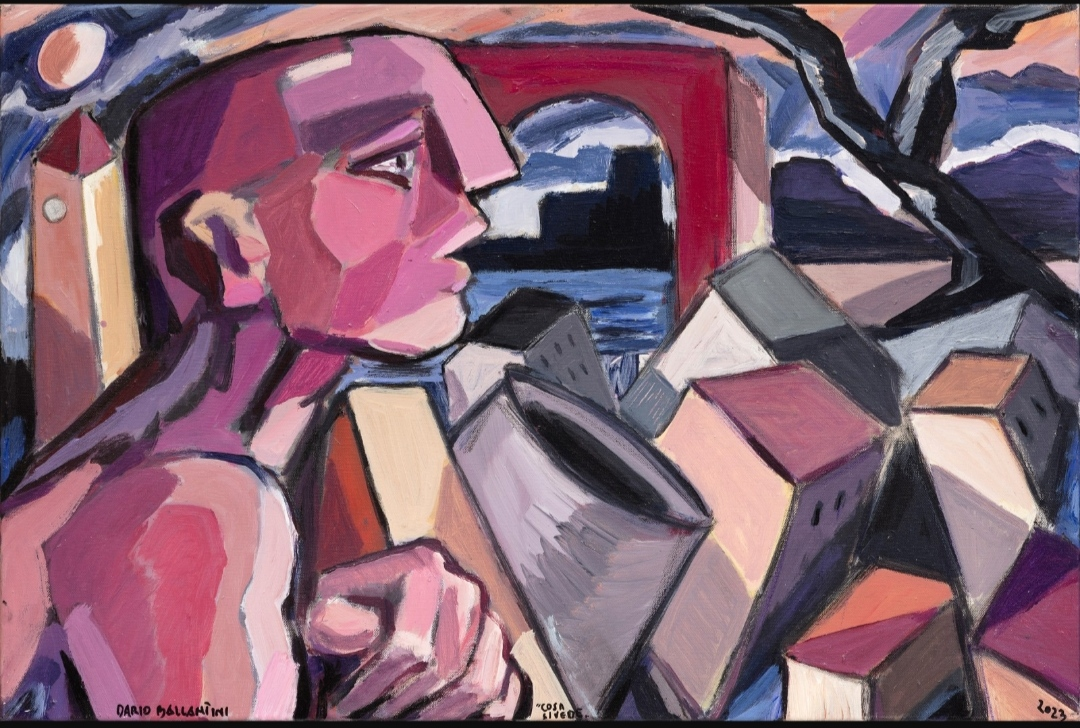
Cosa si vede - Olio su tela (Casa Museo Francesco Cristina)

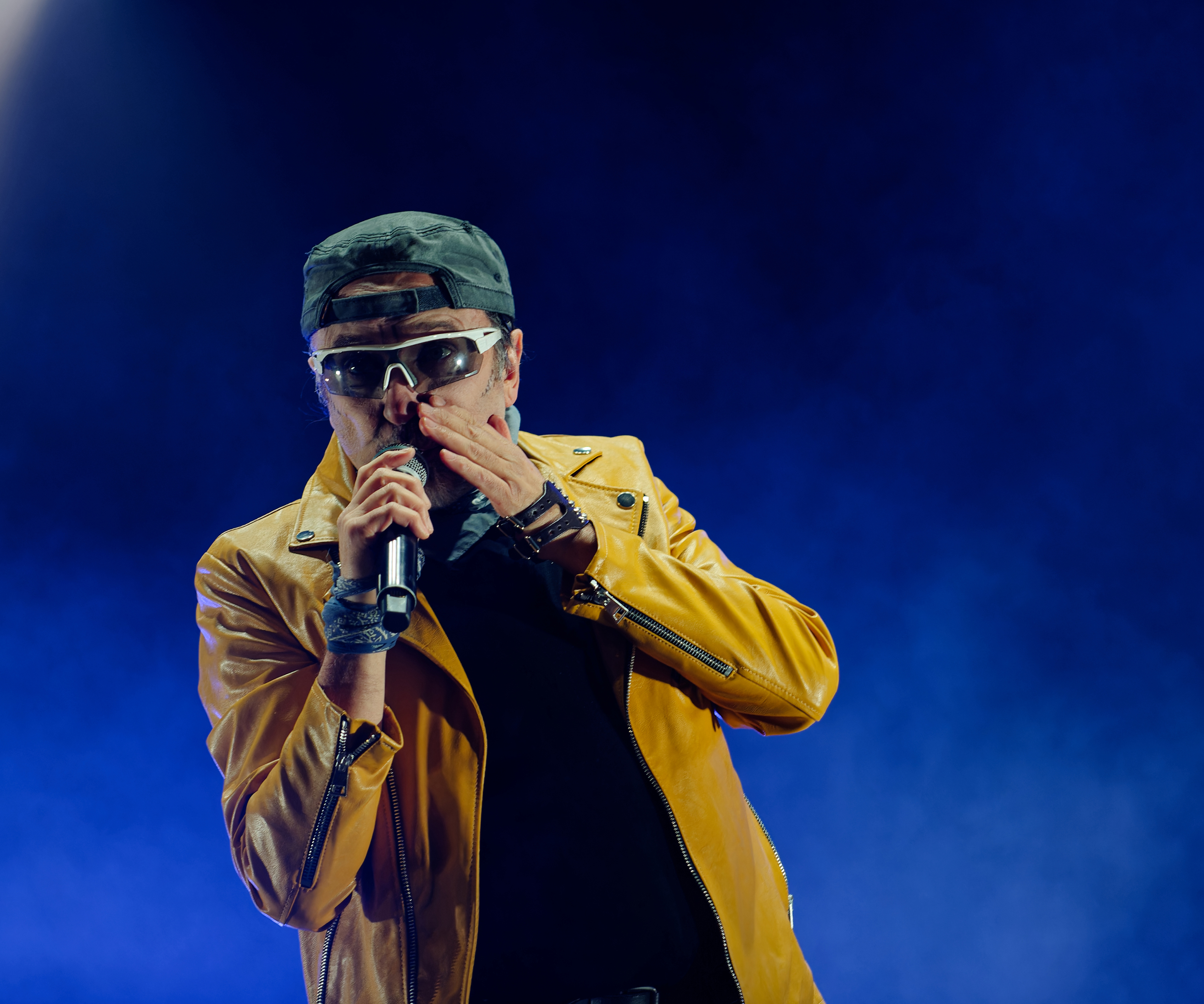
Dario Ballantini nei panni di Vasco Rossi

Dopo aver frequentato un corso di tratteggio, tenuto dal prof. Giulio Guiggi (1912-1994) si iscrive all’indirizzo artistico del liceo scientifico sperimentale di Livorno dove è allievo di Giancarlo Cocchia (1924-1987).
Si diploma nel 1984 conseguendo la maturità artistica. Nel 2001 realizza una mostra presso la Galleria Ghelfi di Verona curata da Giancarlo Vigorelli, in seguito la mostra farà tappa a Genova e Milano. Nel 2007 riceve da Achille Bonito Oliva il premio «A.B.O. d'Argento per la pittura», realizza le scenografie per il Tour di Ivano Fossati L'Arcangelo e viene pubblicata dalla Silvana Editoriale la sua prima monografia, In Arte Dario Ballantini 1980-2006. Partecipa nel 2011 alla mostra torinese del Padiglione Italia della 54ª Biennale di Venezia curata da Vittorio Sgarbi.

### Attore
Nel 1991 compare brevemente all'inizio del film Zitti e mosca, di Alessandro Benvenuti, come imitatore di Ray Charles e Lucio Dalla. Nel 1999 recita nei film Baci e abbracci di Paolo Virzì e Il pesce innamorato, diretto e interpretato da Leonardo Pieraccioni. Nel 2008 recita nella serie televisiva di Canale 5 Carabinieri. Nel 2010 è diretto da Paolo Virzì nel film La prima cosa bella, Nel 2011 appare nel film Manuale d'amore 3, diretto da Giovanni Veronesi. A marzo 2014 debutta a Roma con il suo spettacolo teatrale Da Balla A Dalla, Storia di un'imitazione vissuta, tuttora in scena.
Nel 2016 compare nel film I delitti del BarLume - La loggia del cinghiale. Con lo spettacolo Ballantini&Petrolini ottiene il Premio Ettore Petrolini nel 2019.

## Filmografia
- Zitti e mosca, regia di Alessandro Benvenuti (1991)
- Bonus Malus, regia di Vito Zagarrio (1993)
- L'uomo proiettile, regia di Silvano Agosti (1995)
- Festival, regia di Pupi Avati (1996)
- La grande borsa blù, regia di Carlo Pulerà (1996)
- Il pesce innamorato, regia di Leonardo Pieraccioni (1999)
- Baci e abbracci, regia di Paolo Virzì (1999)
- La grande prugna, regia di Carlo Malalponti (1999)
- Svitati, regia di Ezio Greggio (1999)
- Il segreto del giaguaro, regia di Antonello Fassari (2000)
- Apri gli occhi e sogna, regia di Rosario Errico (2002)
- Il soffio dell'anima, regia di Victor Rambaldi (2007)
- Un dottore quasi perfetto regia di Raffaele Mertes (2007)
- Carabinieri regia di Raffaele Mertes (2008)
- La prima cosa bella, regia di Paolo Virzì (2010)
- Manuale d'amore 3, regia di Giovanni Veronesi (2011)
- I delitti del BarLume - La loggia del cinghiale - La loggia del cinghiale, regia di Roan Johnson (2016)

## Riconoscimenti
- 2019, Premio Ettore Petrolini, Roma
- 2015, Premio Acqui Storia
- 2013, Premio Flaiano per la televisione e la radio per il programma Ottovolante su Radio Due
- 2010, Leggio d'oro Premio alla voce "Le millevoci"[11]
- 2007, Premio A.B.O. d'Argento